# Adinandra quinquepartita
Adinandra quinquepartita är en tvåhjärtbladig växtart som beskrevs av Clarence Emmeren Kobuski. Adinandra quinquepartita ingår i släktet Adinandra och familjen Pentaphylacaceae. Inga underarter finns listade i Catalogue of Life.